# 鹿儿岛商科短期大学
鹿儿岛商科短期大学（日语：／ Kagoshima Shōka Tanki Daigaku *）是过去一所位于日本鹿儿岛县鹿儿岛市的私立短期大学。

## 概要

### 简介
- 学校最早可以追溯到1932年[1]。短期大学为于1950年开办[1]、由学校法人津曲学园经营。招生到1959年[2]、停办于1963年[2]。

### 历史
- 1950年 鹿儿岛商科短期大学成立并同时设置商科[2]。
- 1959年 招生最后[1]。次年停止招生[1]。
- 1963年 今年3月30日正式停办[2]。

## 学校环境
- 校区：在了鹿儿岛县鹿儿岛市[注 1]

## 历任校长
- 黑木长太郎：最后短期大学校长[3]。

## 组织

### 学科
- 商科

### 专科
| - 没有 |

### 业余课程
| - 没有 |

## 相关链接
- 日本短期大学列表
- 鹿儿岛国际大学短期大学部：已停办
- 鹿儿岛国际大学：后来校